# State of Shock (Lied)
State of Shock ist ein Lied von The Jacksons und Mick Jagger aus dem Jahr 1984, das auf dem Album Victory der Jacksons erschien. Es wurde von Michael Jackson und Randy Hansen geschrieben. Das Lied war die erste Single des Albums und zugleich die erfolgreichste. Es wurde dennoch nie von der Band oder Michael Jackson bei Konzerten gespielt.

## Text
Der Erzähler des Liedes ist in eine weibliche Person verliebt, die so gut aussieht, dass sie ihn jedes Mal, wenn sie ihm begegnet, in einen Schockzustand (state of shock) versetzt.

## Geschichte
Ursprünglich sollte State of Shock als Duett mit Michael Jackson und Freddie Mercury, dem Sänger von Queen, veröffentlicht werden, doch drei oder vier Jahre nach Entstehung des Songs fragte Jackson den Sänger der Band Rolling Stones, Mick Jagger, ob er Interesse an diesem Duett hätte, und man beschloss letztlich, die „Rock-Nummer“ mit Jagger aufzunehmen. Zudem arbeiteten Mercury und Michael Jackson von 1983 bis 1984 an den Alben Mr. Bad Guy (Mercury) und Victory (The Jacksons) zusammen. Später sang Jagger den Song gemeinsam mit Tina Turner beim von Bob Geldof und Midge Ure initiierten Live-Aid-Konzert 1985. State of Shock diente als Inspiration für den Song Black or White von Michael Jackson, der in zahlreichen Ländern den Spitzenplatz der Charts erreichte, und war Fundament für Jaggers erstes Soloalbum She’s The Boss (1985).
Die Veröffentlichung erfolgte am 13. Juni 1984.

## Kommerzieller Erfolg

### Chartplatzierungen
| ChartsChartplatzierungen       | Höchstplatzierung | Wochen |
| ------------------------------ | ----------------- | ------ |
| Deutschland (GfK)              | 23 (11 Wo.)       | 11     |
| Schweiz (IFPI)                 | 11 (10 Wo.)       | 10     |
| Vereinigte Staaten (Billboard) | 3 (15 Wo.)        | 15     |
| Vereinigtes Königreich (OCC)   | 14 (10 Wo.)       | 10     |

| ChartsJahrescharts (1984)      | Platzierung |
| ------------------------------ | ----------- |
| Vereinigte Staaten (Billboard) | 61          |

### Auszeichnungen für Musikverkäufe
| Land/Region               | Auszeichnungen für Musikverkäufe (Land/Region, Auszeichnung, Verkäufe) | Verkäufe  |
| ------------------------- | ---------------------------------------------------------------------- | --------- |
| Kanada (MC)               | Gold                                                                   | 50.000    |
| Vereinigte Staaten (RIAA) | Gold                                                                   | 1.000.000 |
| Insgesamt                 | 2× Gold ·                                                              | 1.050.000 |

## Coverversionen
- 1985: Weird Al Yankovic (Hooked on Polkas)
- 1998: Jermaine Jackson
- 2002: 3T